# Zhytomyr (huyện)
Huyện Zhytomyr (tiếng Ukraina: Житомирський район, chuyển tự: Zhytomyrs’kyi raion) là một huyện của tỉnh Zhytomyr thuộc Ukraina. Huyện Zhytomyr có diện tích 1441 km², dân số theo điều tra dân số ngày 5 tháng 12 năm 2001 là 68449 người với mật độ 48 người/km2. Trung tâm huyện nằm ở Zhytomyr.